# Adam Knioła
Adam Knioła (* 7. Februar 1911 in Lubiń, Powiat Kościański, Großpolen; † 26. Dezember 1942 in Auschwitz-Birkenau) war ein polnischer Fußballspieler.

## Leben
Knioła erlernte das Spiel gegen den Ball bei Warta Posen. Im Jahr 1929 wurde er als 18-Jähriger mit Warta polnischer Meister. Insgesamt war er 6 Jahre lang bis zum Jahr 1934 auf Torejagd für Warta. Von 1935 bis 1939 schnürte er seine Schuhe schließlich für den KS Warszawianka.
Im Jahr 1931 lief er erstmals im Dress der polnischen Nationalmannschaft auf. Am 25. Oktober 1931 in Posen beim 6:3-Erfolg gegen Jugoslawien steuerte er 2 Treffer bei. Knioła erzielte das 4:1 (26. Minute) und das 5:2 (40. Minute). Gegen Lettland bestritt am 15. September 1935 seinen letzten Einsatz als Nationalspieler. Die Partie endete mit 3:3 und fand in Łódź statt.

## Tod
Im Verlauf des 2. Weltkrieges wurde Adam Knioła verhaftet und im KZ Auschwitz-Birkenau inhaftiert. Adam Knioła wurde am 26. Dezember 1942 im Alter von 31 Jahren vergast.

## Erfolge
- Polnischer Meister: 1929